# Theklakirche
Nach der Protomärtyrerin Thekla von Iconium sind benannt:

## Kirchengebäude

### Deutschland
- Friedhofskapelle St. Thekla in Dingolfing, Bayern
- St. Cäcilia (Hehlrath), Stadt Eschweiler, Nordrhein-Westfalen
- Pfarrkirche St. Thekla in Herzogenrath-Merkstein, Nordrhein-Westfalen
- Theklakapelle in Landshut, Bayern
- Dorfkapelle St. Thekla in Lay, Gemeinde Hilpoltstein, Bayern
- Filialkirche St. Thekla (Mausheim), Markt Beratzhausen, Bayern
- St. Thekla (Niederdürenbach), Rheinland-Pfalz
- St. Thekla und St. Lioba (Prichsenstadt), Bayern
- Votivkirche St. Thekla (Welden), Bayern

### Italien
- Santa Tecla (Este)

### Österreich
- St. Thekla (Wien) im Bezirk Wieden

### Polen
- Kirche St. Thekla in Krzyżanowice dolne, Woiwodschaft Heiligkreuz